# المسجد الجامع بورت بلير
المسجد الجامع بورت بلير هو مسجد يقع في منطقة ديلانبور بورت بلير في جزر أندمان ونيكوبار  في الهند . ومن المعروف أيضا باسم المسجد ديلانبور.

## صلاة
هذا المسجد هو مكان لل احتفال خلال مهرجانات عيد الفطر و عيد الأضحى ، من قبل الجالية المسلمة المحلية المسجد تعقد جلسات صلاة كل يوم .